# パンアメリカン航空759便墜落事故
パンアメリカン航空759便墜落事故（パンアメリカンこうくう759びんついらくじこ、Pan Am Air Flight 759）は、1982年7月9日にアメリカ合衆国のルイジアナ州ニューオーリンズ近郊で発生した航空事故である。
マイアミ国際空港からニューオーリンズ国際空港を経由してマッカラン国際空港へ向かっていたパンアメリカン航空759便（ボーイング 727-235）がニューオーリンズ国際空港を離陸直後に墜落し、乗員乗客145人全員と地上にいた8人の計153人が死亡した。
この事故は当時、アメリカ合衆国で発生した航空事故の中で2番目に死者数が多いものだった。

## 飛行の詳細

### 事故機
事故機のボーイング 727-235（N4737）は、1968年に製造番号19457/518として製造され、同年1月31日にナショナル航空に納入された。搭載されていたエンジンは3基のプラット・アンド・ホイットニー JT8D-7Bであった。

### 乗員乗客
759便には乗員7人と乗客138人が搭乗しており、うち乗客1人はデッドヘッドとしてコックピット内のジャンプシートに着席していた。
機長は45歳の男性であった。総飛行時間は11,727時間で、ボーイング727では10,595時間の経験があった。機長は同僚のパイロット達から、優れた判断力を持っており、「平均以上」のパイロットであると評価されていた。
副操縦士は32歳の男性であった。総飛行時間は6,127時間で、ボーイング727では3,914時間の経験があった。副操縦士は他の機長達から飛行計器や手順、技術について豊富な知識を持つ誠実なパイロットであると評価されていた。
航空機関士は60歳の男性であった。総飛行時間は19,904時間で、ボーイング727では10,508時間の経験があった。
機長、副操縦士、航空機関士には睡眠上の問題や健康上の問題は無く、3人とも問題無く技能チェックに合格していた。

## 事故の経緯
7時40分に国立気象予報センターが発行した天気予報では、雷雨、激しい乱気流、着氷、およびウィンドシアが予想されていた。また、アメリカ国立気象局は気象警報などは出ていなかったと述べた。
CDT16時07分57秒、759便はニューオーリンズ国際空港の滑走路10で離陸滑走を開始した。759便が離陸滑走しているとき、空港の東と滑走路10の末端付近で雷雨が発生しており、渦を巻くような突風が吹いていた。操縦していたのは副操縦士で、計器を監視していたのは機長だった。
| 759便のCVR記録 |                                             | |
| 時刻           | 発言者                                      | 内容 |
| 16時07分56秒   | 航空機関士                                  | 離陸チェック完了（Takeoff checks all done.）                                                                       |
| 16時07分59秒   | 副操縦士                                    | 離陸推力（Takeoff thrust.）                                                                                        |
| 16時08分04秒   | 副操縦士                                    | ワイパーを（Need the wipers）                                                                                      |
| 16時08分06秒   | ((ワイパーの作動音、以降墜落まで続く))      | ((ワイパーの作動音、以降墜落まで続く))                                                                             |
| 16時08分16秒   | ((機体が滑走する音))                        | ((機体が滑走する音))                                                                                               |
| 16時08分16秒   | 不明                                        | 80ノット（Eighty knots）                                                                                           |
| 16時08分27秒   | ((クリック音)) ((ワイパー音の速度が変わる)) | ((クリック音)) ((ワイパー音の速度が変わる))                                                                        |
| 16時08分33秒   | 機長                                        | VR（VR） |
| 16時08分41秒   | 機長                                        | ポジティブ・クライム（Positive climb）                                                                             |
| 16時08分42秒   | 副操縦士                                    | ギア・アップ（Gear up）                                                                                            |
| 16時08分43秒   | 機長                                        | V2（V2） |
| 16時08分45秒   | 機長                                        | 上がれ、降下してる、上がれ（Come on back you're sinking Don - come on back）                                       |
| 16時08分48秒   | ((ノーズギアが格納される音))                | ((ノーズギアが格納される音))                                                                                       |
| 16時08分45秒   | 管制官                                      | クリッパー759、出発管制と交信、120.6（Clipper seven fifty nine contact departure one two zero point six so long.） |
| 16時08分57秒   | GPWS                                        | Whoop whoop pull up whoop                                                                                          |
| 16時09分00秒   | ((最初の衝撃音))                            | ((最初の衝撃音))                                                                                                   |
| 16時09分02秒   | 不明                                        | # |
| 16時09分03秒   | ((クリック音))                              | ((クリック音)) |
| 16時09分04秒   | ((衝撃音))                                  | ((衝撃音)) |
| 16時09分05秒   | ((最後の衝撃音))                            | ((最後の衝撃音))                                                                                                   |
| 16時09分05秒   | ((録音終了))                                | ((録音終了)) |

759便は離陸後、95 - 150フィート (29 - 46 m)まで上昇したがその後降下し始めた。滑走路端から2,376フィート (724 m)地点で高さ50フィート (15 m)の樹木に接触し、さらに木々や家に衝突しながら2,234フィート (681 m)ほど飛行した。16時09分、最終的に759便は滑走路端から4,610フィート (1,410 m)地点の住宅街に墜落し炎上した。
機体は墜落の衝撃およびその後の火災で完全に破壊された。事故により乗員乗客145人全員と地上の8人の計153人が死亡した。また、地上で4人が負傷した。その他に建物6棟が全壊し、5棟が半壊。全壊した家屋から女の乳児がベビーベッドで瓦礫から守られる格好で無事救出されたものの母親と4歳の姉は死亡した（父親は仕事で外出中）。

## 事故調査
国家運輸安全委員会（NTSB）は事故原因はマイクロバーストに起因するウインドシアであると断定した。離陸時にウインドシアに遭遇したため、高度と速度が急速に失われた。また、事故の要因としてウインドシア検出の技術が当時制限されていたことを挙げた。これにより、「その日の適切な気象情報を基にウインドシアを検出すること」が出来なかったことが判明した。ニューヨーク・タイムズは以下のように述べた。

証言によれば759便が離陸する前、ニューオーリンズ空港の無線周波数でウインドシア警報が出された。しかし、759便のパイロットが得られたのは離陸の2時間前の気象情報のみだった。また、空港側がパイロットたちに最新の気象情報を伝達するための手順は当時確立されていなかった。

事故後、遺族などに対して数百万ドルが支払われた。759便の墜落事故と、3年後に発生したデルタ航空191便墜落事故はウインドシア検出警告装置の開発に繋がった。また、連邦航空局は1993年までにアメリカ国内の全ての空港にウインドシア検出装置を設置するよう義務付けた。